# 乌特基尔·苏丹诺夫
乌特基尔·图赫塔穆拉多维奇·苏丹诺夫（1939年7月14日—2015年11月29日），1995年至2003年担任乌兹别克斯坦总理。

## 生平
苏丹诺夫1939年7月14日出生于塔什干市，乌兹别克族。1964年毕业于塔什干工学院机械工程专业。1964－1986年在塔什干契卡洛夫航空工业联合体工作，先后任试验室主任、设计局局长、副总工程师、副总经理。1986－1991年任东方科学工业联合体总经理。1991－1992任对外经济贸易联系委员会主席。1992－1995年任副总理兼对外经济联系部部长。1995年12月起任总理。2000年2月11日，在乌政府换届时再次被任命为总理。
2003年12月卸任总理后，转任副总理至2006年4月。2006年任总理顾问，11月任乌兹别克航空公司GAO TAPOiCh总裁，至2015年11月29日逝世。

## 内阁
1995年组成的内阁：
- 第一副总理：巴赫季亚尔·苏尔丹诺维奇·哈米多夫
- 副总理：巴赫季亚尔·奥利姆扎诺夫
- 副总理：阿纳托利·尼格马托维奇·伊萨耶夫
- 副总理：乌克塔姆·库奇卡罗维奇·伊斯马伊洛夫
- 副总理：哈米杜拉·萨杜拉耶维奇·卡拉马托夫
- 副总理：瓦列里·尤尔达舍维奇·奥塔耶夫
- 副总理：米拉布罗尔·祖法罗维奇·奥斯曼诺夫
- 副总理：鲁斯塔姆·拉苏洛维奇·尤努索夫
- 副总理：季利巴尔·穆哈梅德哈诺夫娜·古利亚莫娃
- 外交部长：阿布杜拉济兹·哈菲佐维奇·科米洛夫
- 国防部长：尤里·纳比耶维奇·阿格扎莫夫

2000年2月11日组成的内阁：
- 总理：乌特库尔·苏丹诺夫（Уткир Султанов）
- 第一副总理：科季姆·诺西罗维奇·图利亚加诺夫（Козим Туляганов）
- 副总理兼经济部长：鲁斯塔姆·阿济莫夫（Рустам Азимов）
- 副总理：埃廖尔·加尼耶夫（Элёр Ганиев）
- 副总理：阿纳托利·伊萨耶夫（Анатолий Исаев）
- 副总理：哈米杜拉·卡拉马托夫 （Хамидулла Караматов）
- 副总理：瓦列里·阿塔耶夫（Bалерий Атаев）
- 副总理：米拉布罗尔·奥斯曼诺夫（Мираброр Усманов）
- 副总理：鲁斯塔姆·尤努索夫（Рустам Юнусов）
- 副总理：季利巴尔·古利亚莫娃（Дильбар Гулямова）
- 副总理：阿布杜卢·阿里波夫（Абдуллу Арипов）
- 外交部长：索迪克·萨法耶夫（Sodiq Safoyev Содик Сафаев）
- 国防部长：卡德尔·古利亚莫夫（Кадыр Гулямов）